# Rot und Schwarz (Patience)

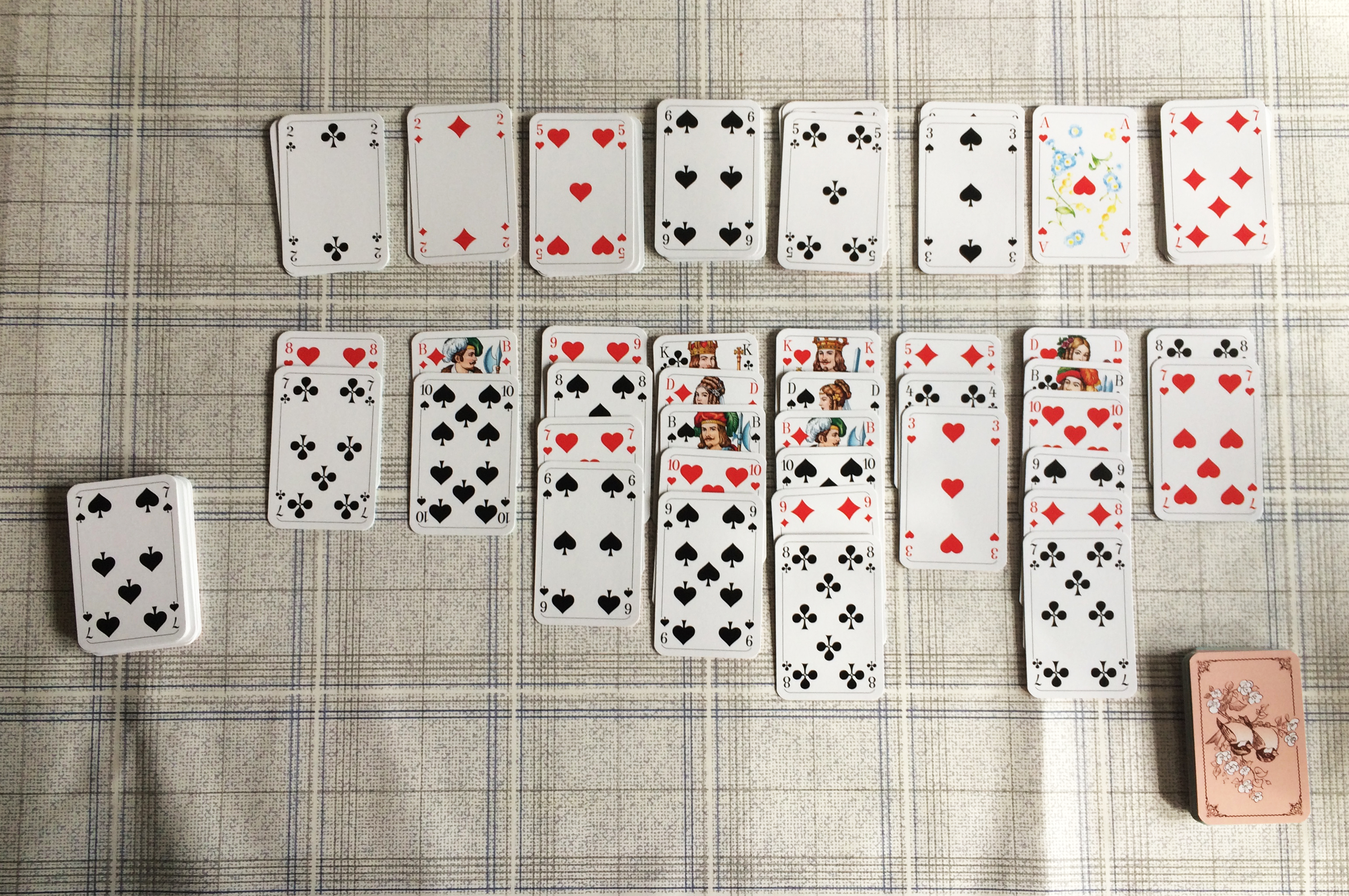
Rot und Schwarz, Version 1: Auslage nach dem Ausspiel von etwa einem Drittel des Talons

Rot und Schwarz ist der Name mehrerer einfacher Patiencen für eine Person, die mit einem oder zwei französischen Romméblättern mit je 52 Karten gespielt wird. Bei allen Spielen geht es darum, eine wechselnde Farbfolge aus roten und schwarzen Karten abzulegen.

## Spielregeln

### Version 1
Die klassische Patience Rot und schwarz wird mit zwei Romméblättern à 52 Karten gespielt. Als Spielvorbereitung werden die acht Asse des Spiels als Grundkarten ausgelegt. Auf diesen Assen müssen im Spiel Farbfolgen bis zum König ausgelegt werden. Der gemischte Talon wird verdeckt platziert, danach werden acht Karten einzeln abgehoben und unterhalb der Grundkarten ausgelegt.
|  |  |  |  |  |  |  |  |
|  |  |  |  |  |  |  |  |

Passende Karten können aus der Auslage aufsteigend auf die jeweiligen Grundkarten und den daraus entstehenden Kartenreihen abgelegt werden. In der Auslage selbst können Karten angelegt werden, wenn sie absteigend und in der Farbe alternierend sind. Auf eine schwarze Karte kann entsprechend nur eine um einen Kartenwert geringere rote Karte gelegt werden, auf eine rote eine entsprechende schwarze Karte. Wenn aus der Grundauslage keine Karten mehr verlegt werden können, werden einzelne Karten vom Talon nachgezogen und entweder auf die Grundkarten abgelegt oder an die Auslage angelegt. Ist dies nicht möglich, werden sie auf einen offenen Ablagestapel gelegt, dessen oberste Karte jeweils wieder angelegt werden kann, wenn dies möglich ist. Lücken in der Auslage können von nachgezogenen Karten oder vom Ablagestapel gefüllt werden. Innerhalb der Auslage können zudem passende Folgen im Ganzen umgelegt werden.
Das Spiel endet, wenn der Talon vollständig abgebaut und alle Karten in der Auslage verlegt wurden. Der Spieler gewinnt, wenn er auf allen Grundkarten vollständige Farbfolgen abgelegt hat.

### Version 2
Diese Version wird als sehr einfache Patience beschrieben, die auch von Kindern gespielt werden kann. Die Kenntnis der Kartenfarben und Kartenwerte ist nicht notwendig, es reicht die Karten in rote und schwarze zu unterscheiden. Gespielt wird mit einem einfachen Romméblatt.
Zu Beginn des Spiels wird das Blatt gemischt und als Talon verdeckt auf den Tisch gelegt. Danach wird die oberste Karte aufgedeckt und beiseite gelegt. Wenn es sich um eine rote Karte handelt, also ein Herz  oder Karo , muss als nächste Karte eine schwarze (Kreuz  oder Pik ) folgen, handelt es sich um eine schwarze Karte, muss die folgende eine rote sein. Dies gilt unabhängig vom jeweiligen Kartenwert. Der Talon wird nun Karte für Karte umgedreht und offen abgelegt, wobei immer, wenn eine passende Karte aufgedeckt wird, diese auf die Auslage gelegt wird.
Je nach Spielweise können die Karten des Ablagestapels ebenfalls zur Auslage gelegt werden, wenn sie die passende Farbe haben. Bei dieser Spielweise endet die Patience nach einem Durchgang und ist verloren, wenn sie nach diesem Durchgang nicht aufgeht.
Alternativ darf die Ablage im ersten Durchgang nicht genutzt werden. In diesem Fall wird der Ablagestapel aufgenommen und ein weiteres Mal durchgespielt, am Ende des Talons kann der Ablagestapel noch so weit heruntergespielt werden, wie die Farbfolge stimmt; sobald zwei aufeinanderfolgende Ablagekarten die gleiche Farbe haben, geht die Patience nicht auf. Die Patience ist aufgegangen, wenn nach diesem Durchlauf alle Karten in der Auslage sind, andernfalls ist sie verloren.

### Version 3
In der zweiten Version wird das aus 52 Karten bestehende Blatt ebenfalls gemischt und als verdeckter Talon abgelegt. Im Spiel werden dann jeweils die obersten beiden Karten abgehoben und offen ausgelegt. Handelt es sich um je eine rote und schwarze Karte, werden sie beiseite gelegt, während zwei rote oder zwei schwarze Karten jeweils auf den Ablagestapel gelegt werden. Nachdem der Talon abgearbeitet ist, wird der Ablagestapel gemischt und in einem erneuten Durchgang durchgespielt. Wenn nach diesem Durchgang alle Karten zu Paaren in der Auslage liegen, geht die Patience auf und der Spieler gewinnt.

## Belege
1. 1 2  
Rot und Schwarz. In: Brenda Ralph Lewis: Kartenspiele für eine Person. Edition XXL, 2011; S. 37 (Übersetzt von Card Games for One. Amber Books 2007)
2. 1 2  
Red and Black. In: Adelaide Cadogan: Lady Cadogan’s Illustrated Games of Solitaire or Patience, (gutenberg.org Version von 1914, englisch).
3. 1 2 3  
Rot und Schwarz. In: Irmgard Wolter-Rosendorf: Patiencen in Wort und Bild. Falken-Verlag, 1994, ISBN 3-8068-2003-1, S. 11–12.
4. ↑  
Rot und Schwarz auf kartenspiele.net, Rot und Schwarz auf kartenspiel.org und Rot und Schwarz auf spielregeln.de; abgerufen am 5. August 2016.